# 1984 w grach komputerowych

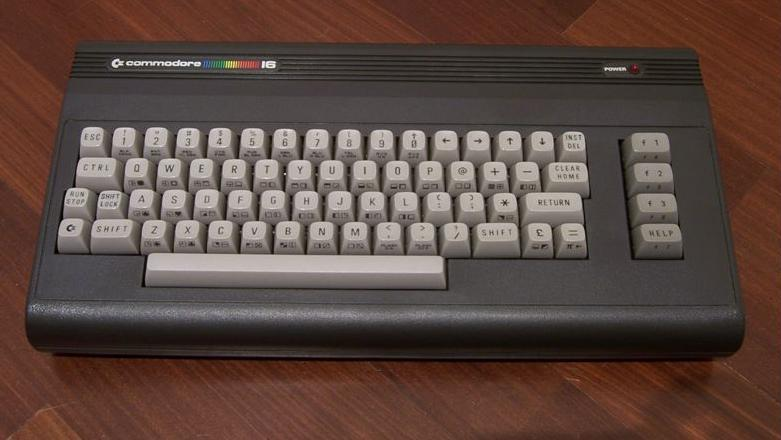
Komputer domowy „Commodore 16" wydany w 1984 roku.

Artykuł opisuje ważne wydarzenia w 1984 roku w branży gier komputerowych. Zobacz też: historia gier komputerowych.

## Wydane gry
- 10 maja – King’s Quest: Quest for the Crown
- dokładna data wydania nieznana – Beyond Castle Wolfenstein
- dokładna data wydania nieznana – Montezuma’s Revenge
- dokładna data wydania nieznana – Pitfall II: Lost Caverns
- 6 czerwca – Aleksiej Pażytnow tworzy grę Tetris na sowiecki komputer Elektronika 60
- dokładna data wydania nieznana – Bruce Lee
- dokładna data wydania nieznana – Agent USA
- dokładna data wydania nieznana – The Ancient Art of War
- 10 września 1984 – Vulgus